# Leighton James
Leighton James (Swansea, 16 febbraio 1953 – Swansea, 19 aprile 2024) è stato un calciatore e allenatore di calcio gallese, di ruolo attaccante.

## Palmarès

### Giocatore

#### Competizioni nazionali
- FA Charity Shield: 2

Burnley: 1973
Derby County: 1975
- Campionato inglese di seconda divisione: 1

Burnley: 1972-1973
- Coppa del Galles: 3

Swansea City: 1980-1981, 1981-1982, 1982-1983